# فرودگاه ماونت آیزیا
فرودگاه ماونت آیزیا (به انگلیسی: Mount Isa Airport) یک فرودگاه همگانی مسافربری با کد یاتا IRIB است که یک باند فرود آسفالت دارد و طول باند آن ۲۵۶۰ متر است. این فرودگاه در کشور استرالیا قرار دارد و در ارتفاع ۳۴۲ متری از سطح دریا واقع شده‌است.